# Onychostreptus aoutii
Onychostreptus aoutii är en mångfotingart som beskrevs av Demange 1971. Onychostreptus aoutii ingår i släktet Onychostreptus och familjen Spirostreptidae. Inga underarter finns listade i Catalogue of Life.